# Центр-стріт (Мангеттен)
Центр-стріт (англ. Centre Street) — вулиця з півночі на південь у боро Нью-Йорка, на Мангеттені, що проходить через райони Цивік-центр, Чайна-таун і Маленька Італія Нижнього Мангеттена. З’єднує Парк-роу на півдні зі Спрінг-стріт на півночі, де зливається з Лафайєт-стріт. Центр-стріт забезпечує рух у північному напрямку на північ від Реді-стріт і двосторонній рух між Реді-стріт і Бруклінським мостом.

## Історія
На початку 19 століття Центр-стріт ще не було. Раніше територія була зайнята озером Колект, водоймою з прісною водою, яка була основним джерелом питної води для міста, що зароджувалося, займаючи приблизно 190 000 м2 і залягаючи на глибину 15 м. Озеро було розташоване на північ від сьогоднішньої Фолі-сквер та на захід від сучасного Чайна-тауну. Десять років тому його осушили, а над ним побудували нову вуличну мережу. Однак між Перл і Реді-стріт не було побудовано жодної вулиці. Крос-стріт (яка виходила з сусіднього району, який через кілька років охрестили «П’ятьма точками») пролягала аж до Реді-стріт, а один квартал йшов від Реді до Чемберс, а потім повертав на схід і впадав у Чатем-стріт. (майбутній Парк-роу). У минулому столітті цей квартал, який закінчувався біля ставка Колект, називали «Гончарним пагорбом». На північ від Перл-стріт окрема вулиця, що займає трасу, називалася «Колект-стріт». До 1828 року вона була перейменована на Центр-стріт, але все ще закінчуватиметься на Перл-стріт з півночі. Ще в 1836 році одна карта все ще показувала це розташування, але на іншій мапі було повне вирівнювання.